# Vladimir Kouzmine (tueur en série)
Pour les articles homonymes, voir Kouzmine.
 (novembre 2015).
 (novembre 2017).
Vladimir Ivanovitch Kouzmine, né le 14 septembre 1965 à Moscou, est un tueur en série russe.

## Biographie

### Premières années
Vladimir Kouzmine naît à Moscou. Il passe son enfance seul avec une mère malade et malvoyante. Déjà à l'âge de dix ans, il commet de premiers petits vols et à douze ans il est convoqué à la milice (nom de la police à l'époque soviétique) pour vagabondage. Quand il demeure chez sa mère, il lui vole de l'argent et la frappe. C'est ainsi qu'à quatorze ans, il est envoyé dans une maison de correction pour mineurs. 
Il en sort en juin 1982 à seize ans et demi et vit de cambriolages dans des appartements qu'il choisit au rez-de-chaussée ou au premier étage, s'introduisant par la fenêtre. Il est pris en septembre par la police et condamné à sept ans d'incarcération dans une maison d'arrêt pour mineurs. Il devient homosexuel passif. Pour affirmer son autorité, il choisit des partenaires plus faibles que lui. Un jour il projette sans raison de l'acide chlorhydrique sur le visage d'un codétenu qui en devient aveugle, et il est condamné à cinq ans de plus.

### Fuite et deuxième incarcération
Il s'échappe de prison au printemps 1993, alors qu'il lui restait encore plus d'un an à accomplir, et se rend à Moscou. Entre-temps sa mère est morte et l'appartement est rendu à l'État. Kouzmine a vingt-sept ans. À la mi-avril 1993, il rencontre un garçon de dix-sept ans près de l'internat de Tsaritsyno. Celui-ci, comme lui, est seul et sans lien quelconque. Après lui avoir offert de la bière, il l'emmène dans un chantier à côté et lui demande de se laisser faire une fellation, mais le garçon refuse. Alors Kouzmine le menace d'un couteau et il finit par accepter. C'est ainsi que s'est passée la première rencontre entre Vladimir Kouzmine et Denis Kalistratov.
Kalistratov se résigne à son sort et désormais se met à vivre avec Kouzmine. À la fin du mois de mai 1993, Kouzmine amène un autre garçon qu'il force à des actes sexuels, mais le garçon finit par s'enfuir et va se plaindre à la police. Kouzmine est arrêté. Pour actes sexuels avec un mineur, il est condamné à quatre ans de prison.

### Crimes
Kouzmine est de retour à Moscou en juin 1997 ruminant un fort désir de vengeance. Le seul être qui le lie encore à la société est Denis Kalistratov, mais sa famille n'habite plus l'appartement de la rue Chipilovskaïa. Kouzmine parvient à apprendre par des voisins que la mère de Denis, alcoolique, est morte et que ses deux frères aînés sont en prison. Denis est à une nouvelle adresse et habite avec sa petite amie, avec laquelle il a des plans d'avenir. Kouzmine se rend à la nouvelle adresse et exige de Kalistratov qu'il rompe avec sa petite amie, sinon il lui racontera tout du passé de Denis. Ce dernier rompt alors avec la jeune fille et Kouzmine reprend la vie commune avec le jeune homme. Mais bientôt Denis est mécontent de leur intimité physique, alors Kouzmine lui propose de cesser les relations sexuelles entre eux en échange de quoi Denis devra aider Kouzmine dans ses activités. 
Le 2 juillet 1997, Kouzmine fait la connaissance d'un garçon de quinze ans, Youri G. qui lui avoue rapidement qu'il n'a pas d'argent pour passer le temps comme la plupart des garçons de son âge. Kouzmine lui propose donc de venir chez lui et ils boivent de la vodka. Lorsque Kouzmine lui demande une relation sexuelle, l'adolescent refuse. Cela provoque la fureur de Kouzmine qui le traîne dans la salle de bains, le blesse de deux coups de couteau et le viole. Au retour à la maison de Denis Kalistratov, Kouzmine achève Youri en sa présence en l'étranglant avec un câble. Les deux hommes se débarrassent de son cadavre dans la nuit dans une grange près de l'étang de Borissov et le brûlent. 
C'est le début d'une série de meurtres d'adolescents. Le 30 août, il fait la connaissance d'un garçon de quinze ans, Vladimir V., et il lui explique qu'il met sur pied une équipe de déchargement de wagons et que s'il veut gagner un peu d'argent de poche, il peut convenir. Rendez-vous est donné pour le lendemain à l'appartement de Kalistratov pour « discuter des détails ». Vladimir V. s'y rend. Après avoir été violé par Kouzmine, il est étouffé avec un oreiller par Kalistratov. Son corps est jeté dans la nuit dans la Moskova. 
Kouzmine a reconnu onze meurtres, dont sept sont prouvés. Les quatre cadavres restants n'ont jamais été retrouvés.

### Arrestation et procès
On retrouve le 27 septembre 1997 à l'étang de Borissov le cadavre d'un adolescent non identifié. Ce n'est que dans la soirée que la police l'identifie comme étant un garçon de quinze ans du nom de Vladimir K. parti de chez lui depuis deux jours, grâce à des recoupements et aux faits récents. Il devait se rendre le 25 septembre 1997 chez son ami Denis Kalistratov qui lui avait promis de lui vendre de la marijuana. L'appartement de Kalistratov est mis sous surveillance. Arrivent bientôt deux jeunes garçons, Artiom Malinine et Valery Vassiliev. Ils disent que cela fait deux semaines qu'ils cherchent Denis et qu'ils ne l'ont pas vu. Quelque temps plus tard Denis Kalistratov est arrêté. La police fouille son appartement et découvre des traces de sang dans la salle de bains. L'expertise démontre qu'il y a bien des traces d'empreintes digitales de Kalistratov, mais qu'elles datent de deux semaines, alors que le sang, lui, est frais. Denis Kalistratov explique que Kouzmine dispose d'un second jeu de clés. Celui-ci habite alors chez sa cousine germaine à Moscou et il est arrêté chez elle.
Kouzmine reconnaît sept meurtres : trois adolescents, un homme et trois femmes. Kalistratov s'étant finalement séparé de Kouzmine, ce dernier a commis seul les derniers crimes. Le mobile de la plupart de ces crimes est sexuel (sauf pour l'homme et deux femmes dont c'est le vol). Les quatre autres cadavres de jeunes gens ne sont pas trouvés. Le procès a lieu en 1999, il est déclaré coupable d'assassinats, de viols et d'autres crimes. Il est condamné à la prison à vie sous régime spécial.

## Source
- (ru) Cet article est partiellement ou en totalité issu de l’article de Wikipédia en russe intitulé « Кузьмин, Владимир Иванович » (voir la liste des auteurs).